# Санитарный поезд

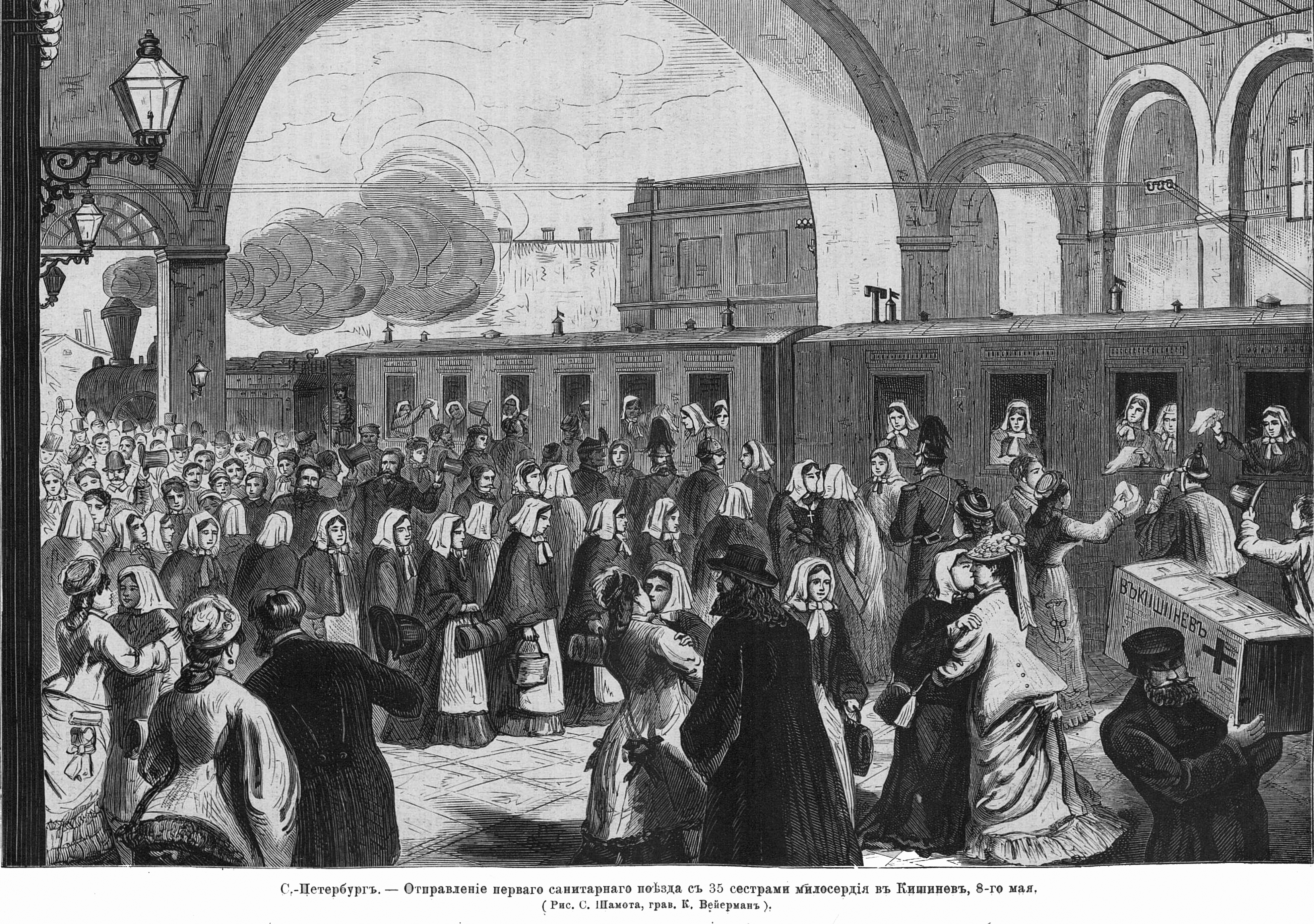
Отправление из Санкт-Петербурга первого санитарного поезда России 8 (20) мая 1877 года (Русско-турецкая война). Гравюра К. Вейермана по рисунку С. Шамоты

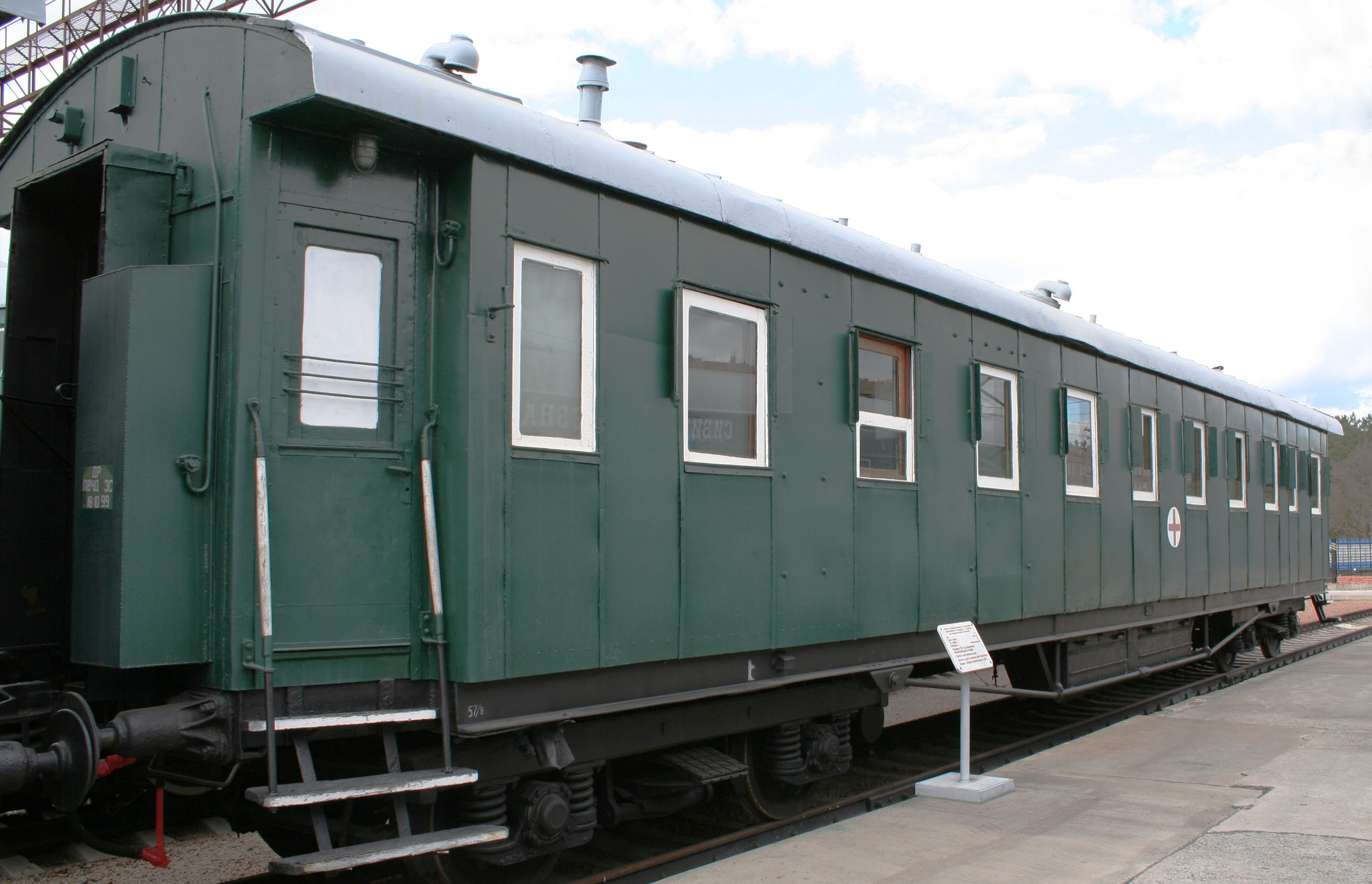
Вагон-операционная санитарного поезда в Новосибирском музее железнодорожной техники

Санита́рный по́езд (военно-санитарный поезд) — специальный поезд, один из видов санитарного транспорта, как правило целый железнодорожный состав, предназначенный чаще всего для медицинской эвакуации и оказания медицинской помощи раненым и больным в ходе военных действий, имеющий в своём составе паровоз (тепловоз), вагоны, специально оборудованные для перевозки и лечения пострадавших, а также вспомогательные вагоны, такие как вагоны-операционные, кухни, аптеки, вагоны для персонала, вагоны-морги и тому подобное.
Иногда этот термин неправильно используют для современных железнодорожных передвижных консультационно-диагностических центров.

## История

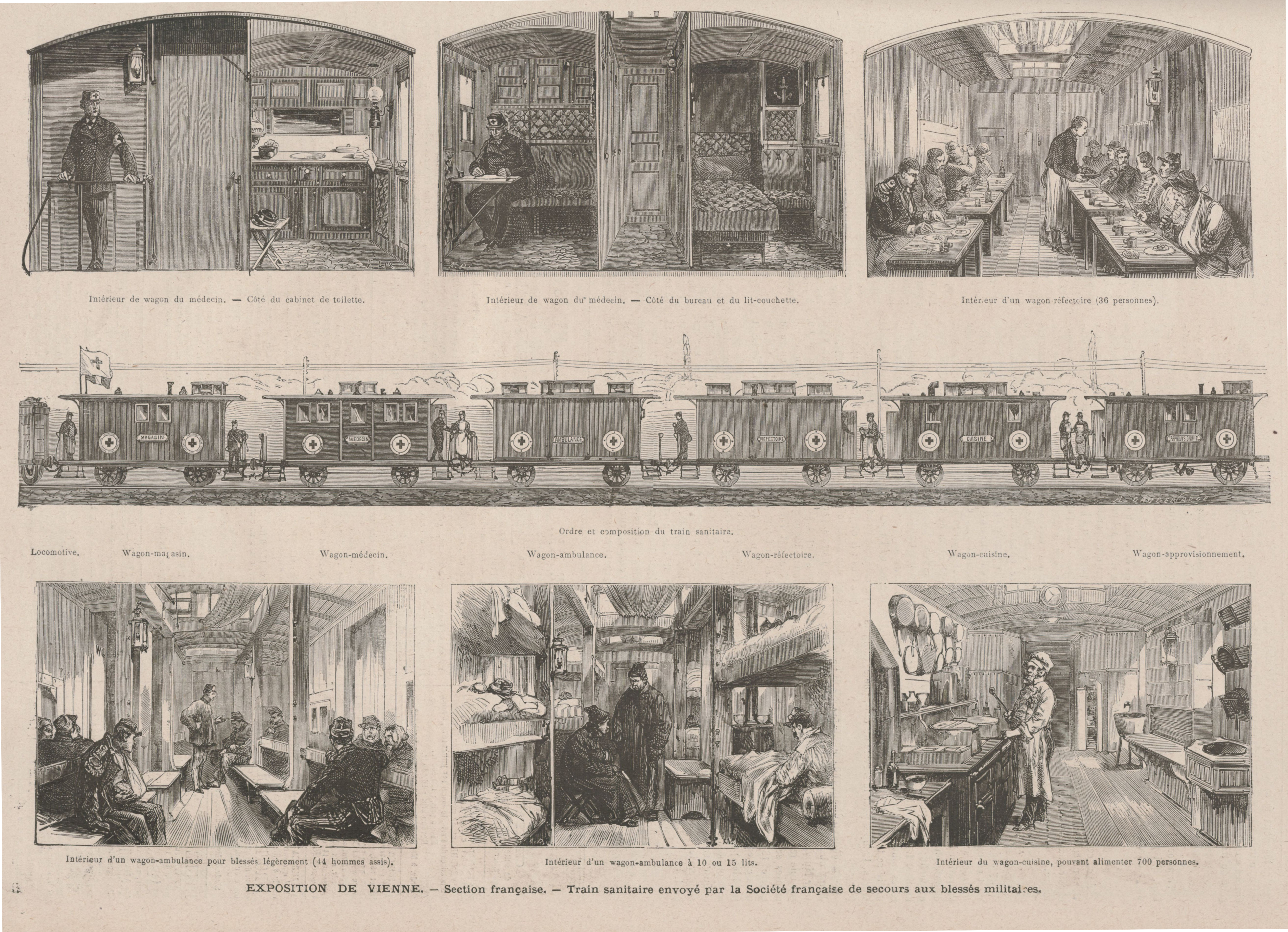
Рисунок военно-санитарного поезда в номере журнала «Le Monde illustré» от 28 июня 1873 года

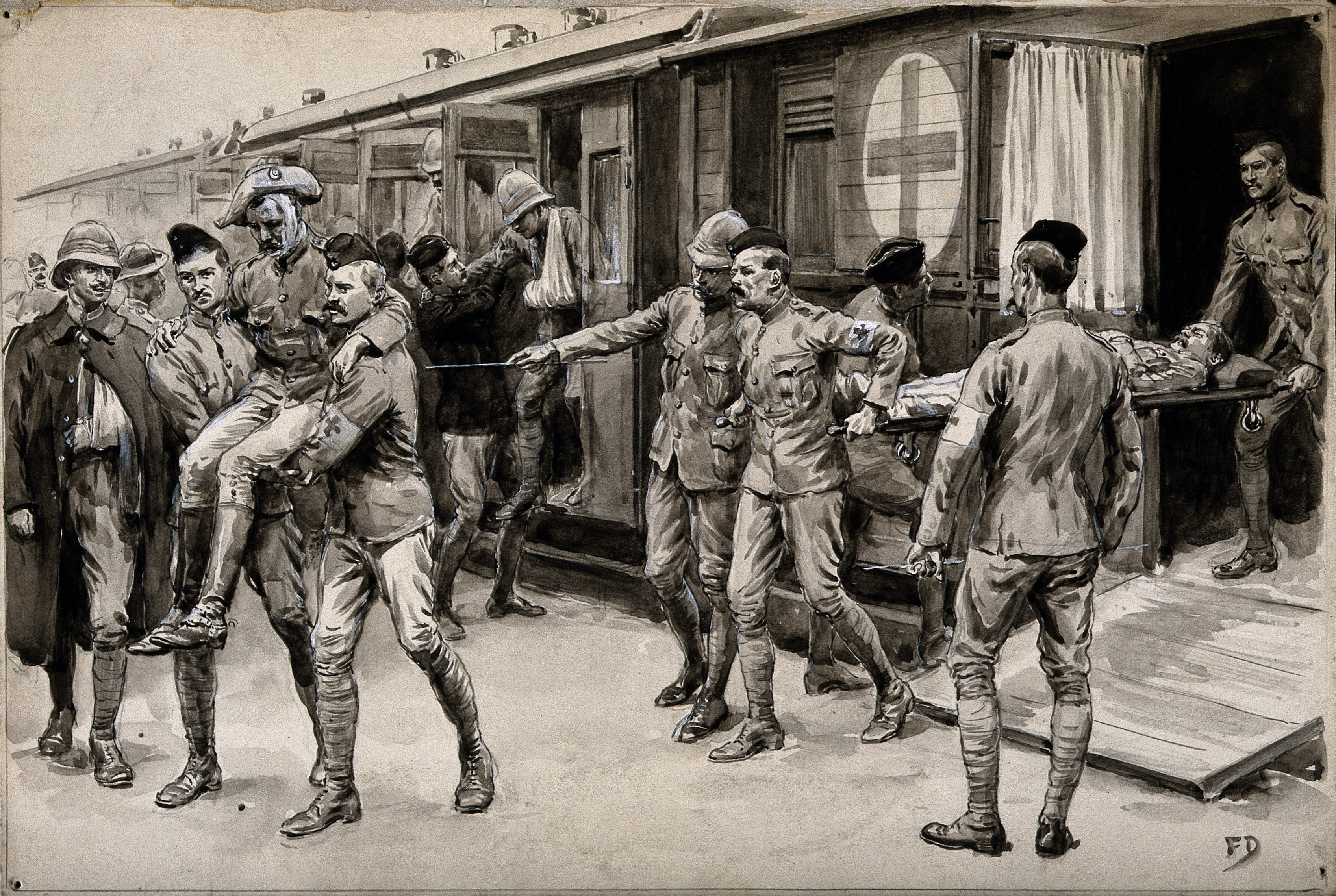
Разгрузка раненых из военно-санитарного поезда во время Второй англо-бурской войны

Железнодорожные поезда для перевозки раненых широко использовались в ходе Гражданской войны в Америке (1861—1865 гг.) и франко-прусской войны 1870—1871 гг. В немецкой армии за время этой войны 36 санитарных поездов перевезли до 40 тысяч больных и раненых.

### Военно-санитарные поезда в Российской империи

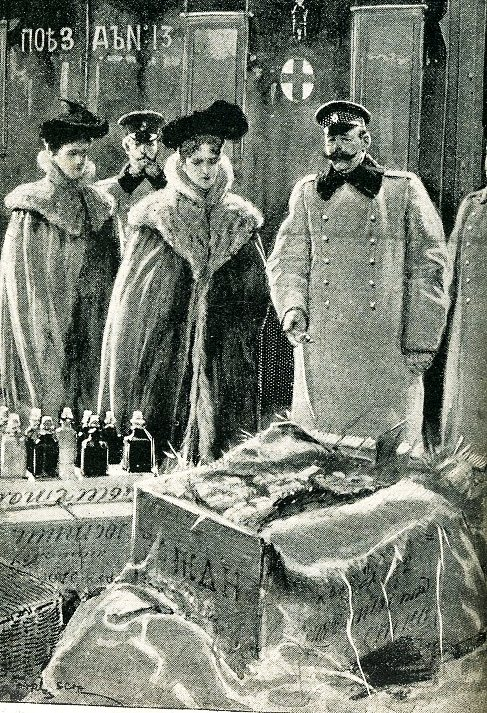
Александра Фёдоровна во время формирования 13-го Сибирского военно-санитарного Её Императорского Высочества Великой княжны Ольги Николаевны поезда. Иллюстрация в номере журнала Le Patriote Illustré от 20.03.1904 г., русско-японская война

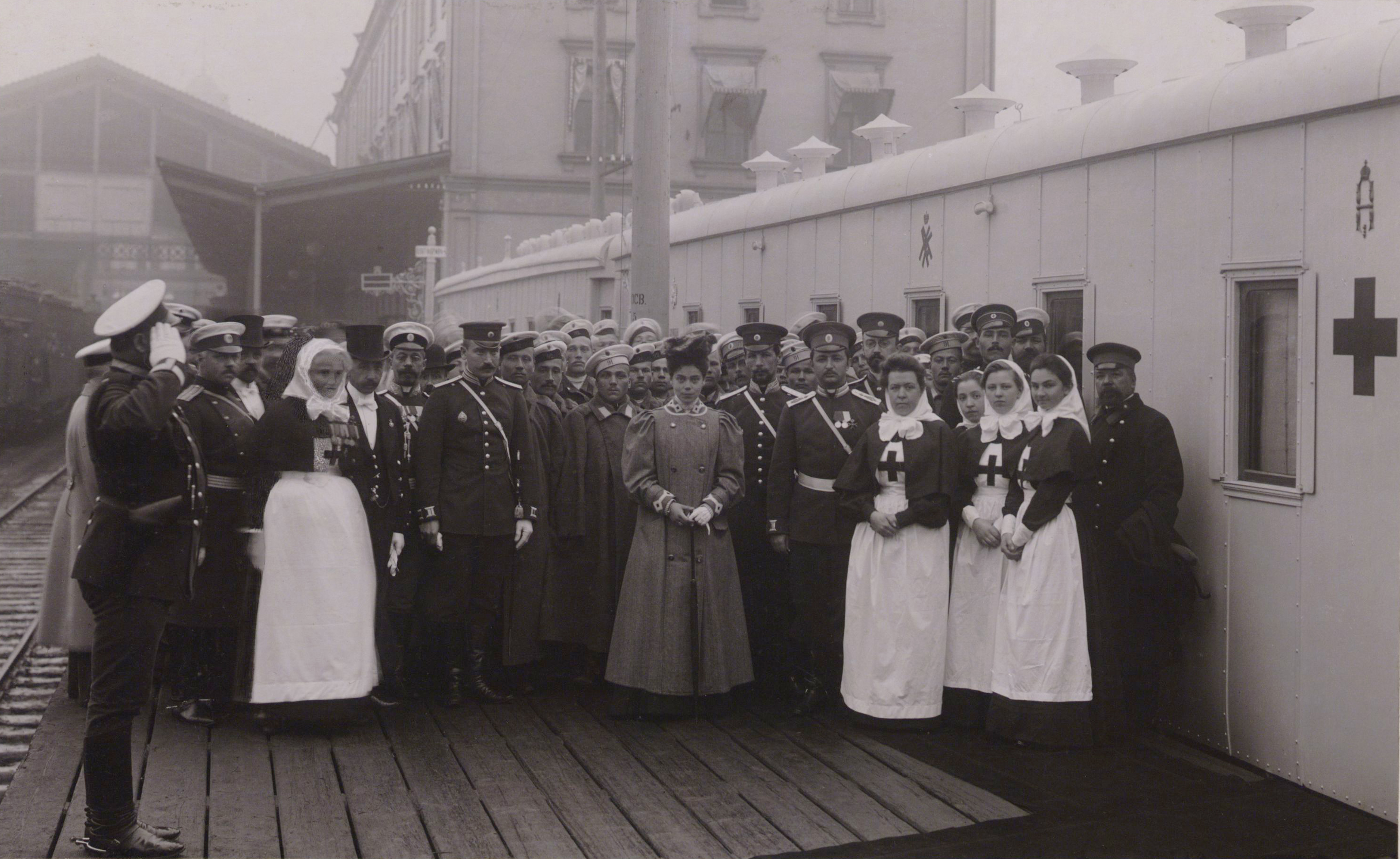
Временный военно-санитарный Её Императорского Высочества Великой княгини Ксении Александровны поезд и сама княгиня с командой поезда, русско-японская война, 1905 год

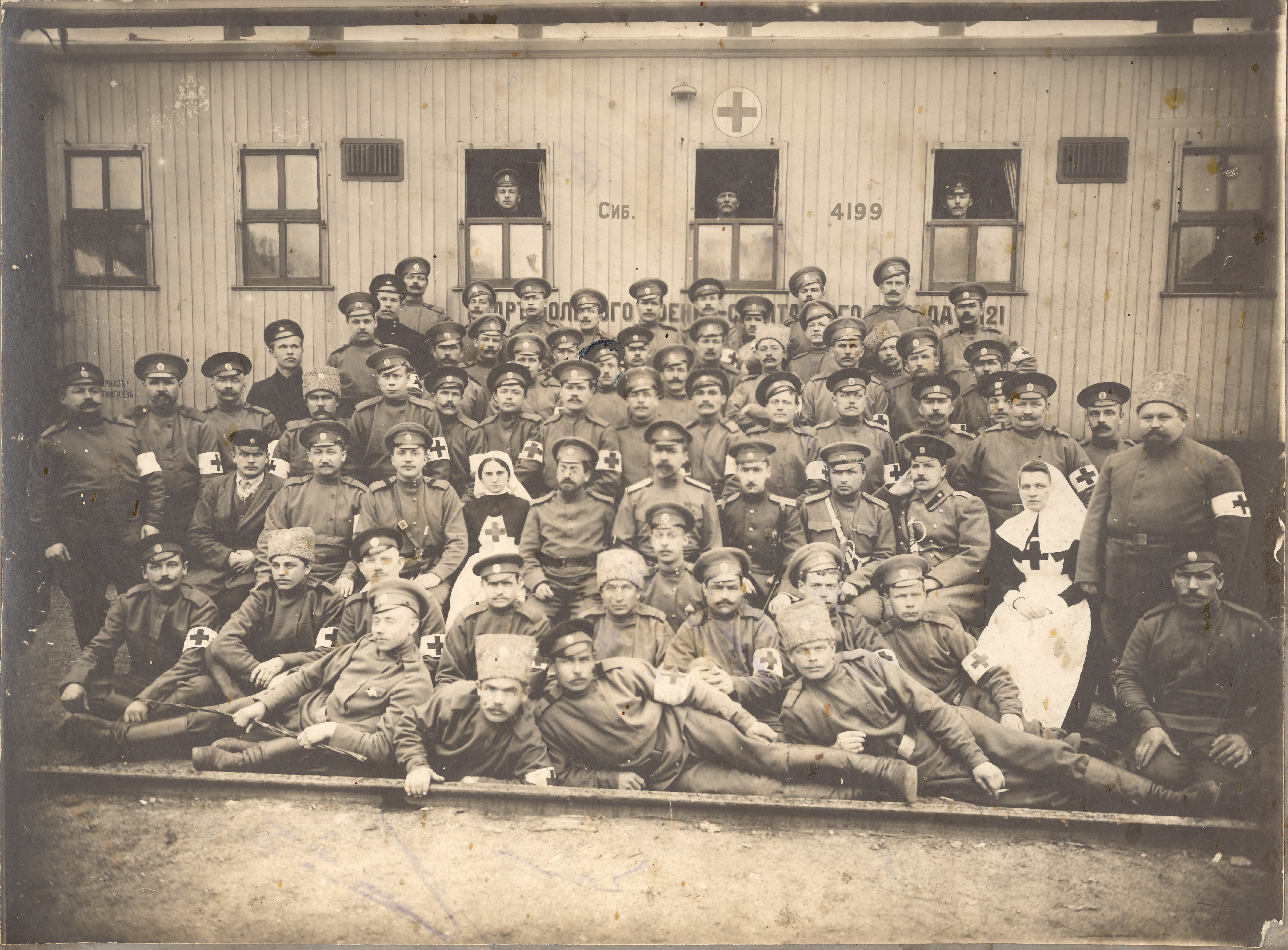
Команда полевого военно-санитарного поезда № 121, 1915 год, Первая мировая война

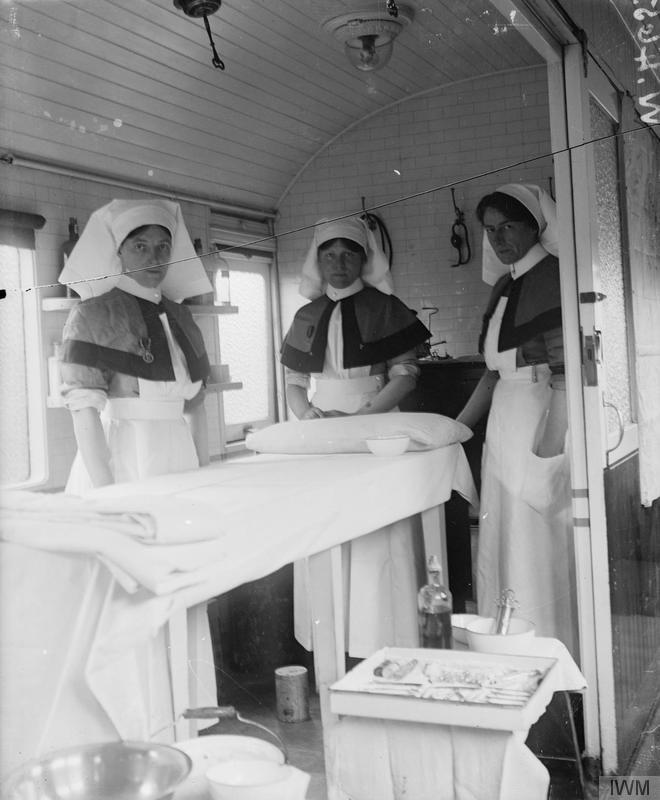
В вагоне-операционной одного из военно-санитарных поездов Первой мировой войны

4 декабря 1876 года вышел императорский указ о формировании 14 санитарных поездов «на случай войны». В соответствии с указом такой поезд состоял из: 17 шестиколесных или 12 восьмиколесных санитарных вагонов, 2 пассажирских — для медицинского персонала и прислуги и 3 товарных: кухонного, вагона-кладовой и вагона для грязного белья и умерших в пути.
8 (20) мая 1877 года первый санитарный поезд России отошёл от перрона Николаевского вокзала. Одним из ординаторов на этом поезде был Ф. Ф. Шперк, который позднее напишет сочинение: под названием «Санитарный поезд № 1 имени Государыни Императрицы и его 16-месячная деятельность во время войны 1877—1878 гг.».
13 июня 1878 года было утверждено Положение о военно-санитарных железнодорожных поездах. Каждый поезд, формируемый только в военное время, предназначался для одновременной перевозки не менее 250 раненных и больных.
Уже в ходе Русско-турецкой войны 1877—1878 годов санитарные поезда русского Красного креста перевезли свыше двухсот тысяч больных и раненых.
Большое количество санитарных поездов в России было сформировано в период Русско-Японской и Первой мировой войн. Во время войны с Японией санитарные поезда эвакуировали 87 тысяч больных и раненых. Во время Первой мировой наряду с санитарными поездами Красного креста по обе стороны фронта в Европе курсировали и медицинские поезда Мальтийского ордена.

### Гражданская война

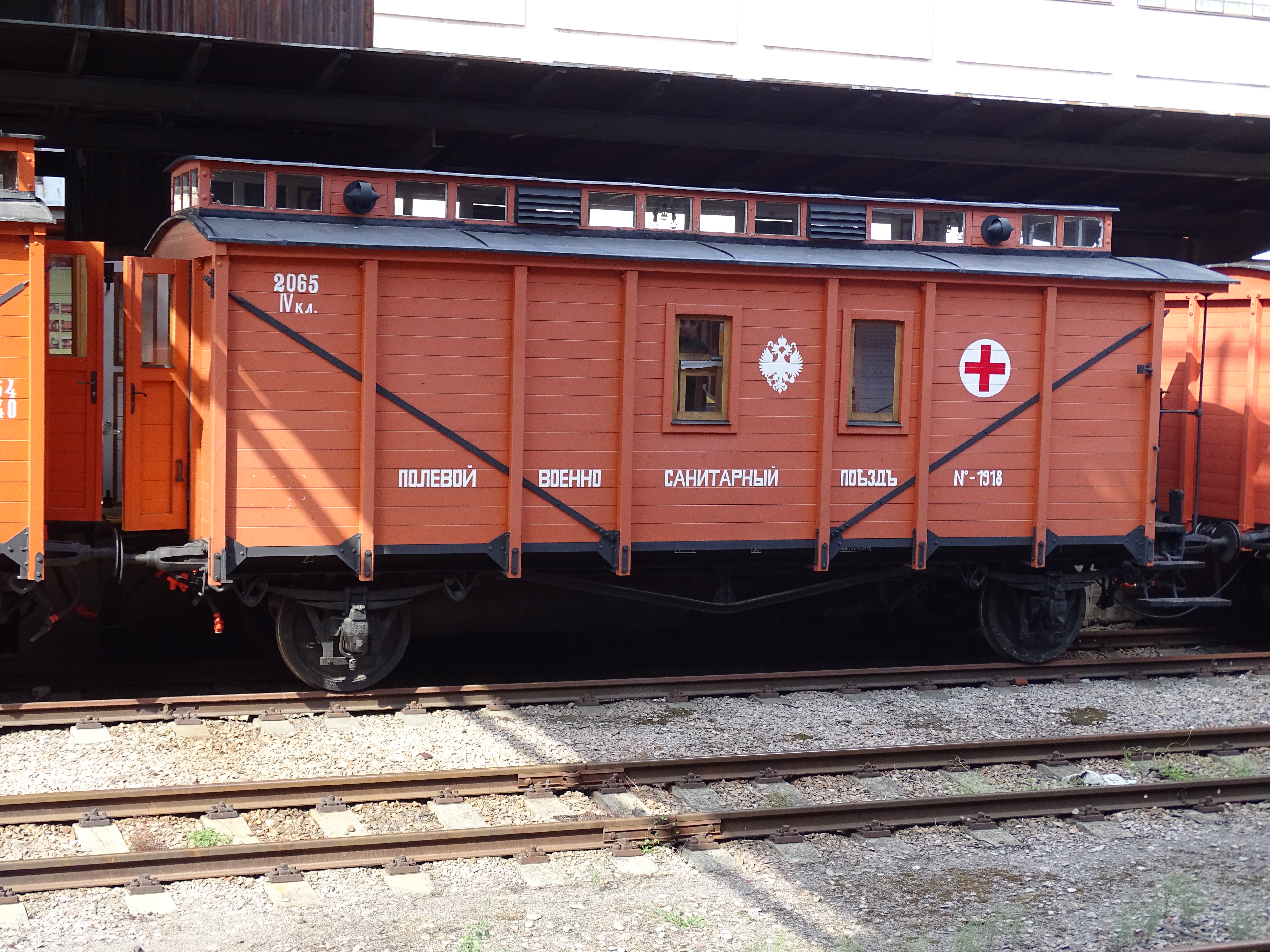
Военно-санитарный поезд чехословацкого легиона

Во время Гражданской войны в России на стороне Красной армии действовало 242 санитарных поезда.
Военно-санитарные поезда в годы Первой мировой и Гражданской войн использовались и при эвакуации и лечении инфекционных больных при эпидемии сыпного тифа, в том числе из числа гражданского населения.

### Военно-санитарные поезда Второй мировой войны

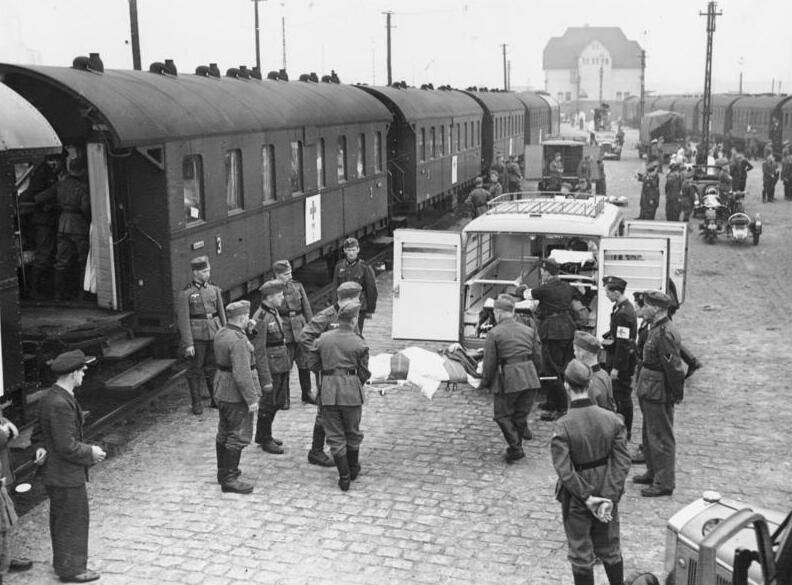
Разгрузка раненых из военно-санитарного поезда на санитарные автомобили. Берлин, 1939 год

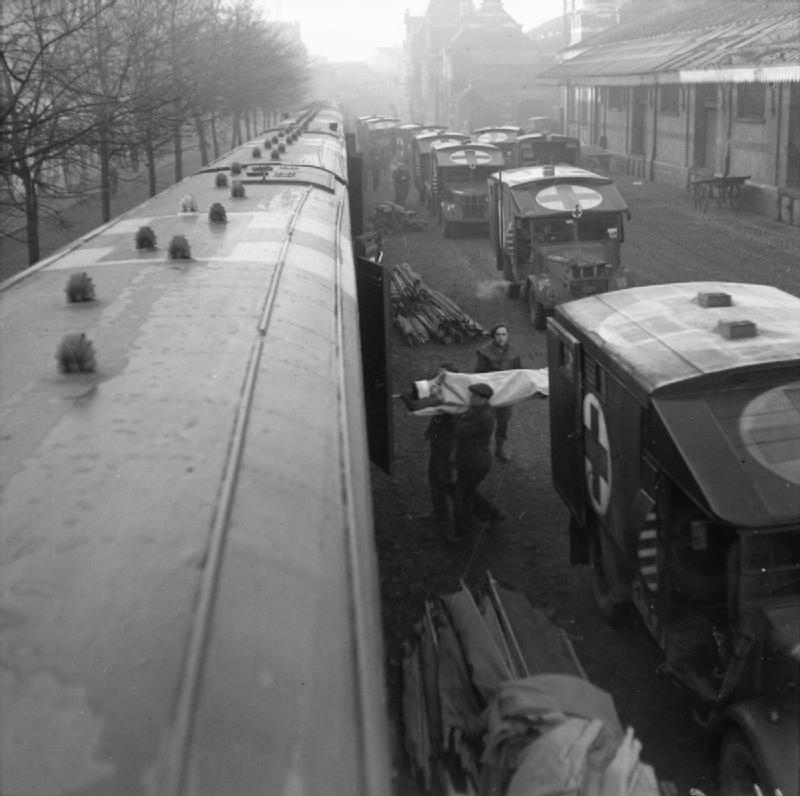
Загрузка британского военно-санитарного поезда, вторая мировая война. Бельгия

#### Военно-санитарный железнодорожный транспорт Великой Отечественной войны

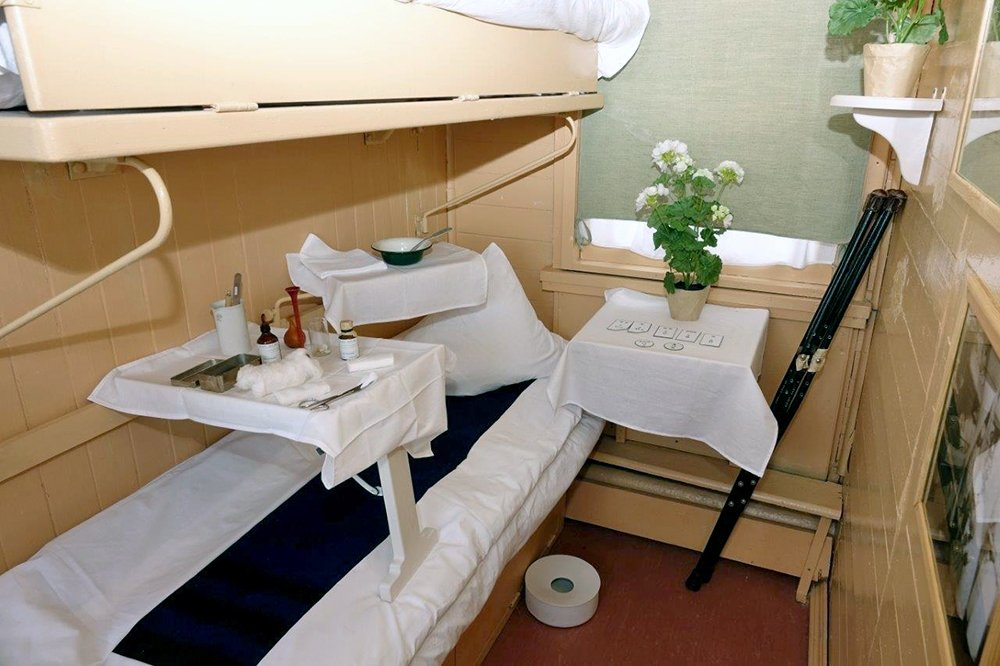
Интерьеры санитарных вагонов, воссозданные в Музейном комплексе УГМК, г. Верхняя Пышма, Свердловская область

Наибольшее количество больных и раненых санитарные поезда эвакуировали во время Великой Отечественной войны. Миллионы жизней советских солдат и мирных граждан были спасены военно-санитарными поездами, осуществлявшими не только эвакуацию и первую помощь, но и выступавшими в роли передвижных больниц, оборудованных операционными. По свидетельству участников войны немецкие-фашистские войска использовали эмблему Красного креста в качестве прикрытия своих бронепоездов, тогда как красный крест на советских поездах не смущал атаковавших их немецких лётчиков. Под удары врага санитарные поезда на советской территории подставляли и вредители, их атаковали диверсанты.
Железнодорожный санитарный транспорт был представлен постоянными военно-санитарными поездами (ПВСП) временными военно-санитарными поездами (ВВСП) и с 1942 года военными санитарными летучками (ВСЛ).
- ПВСП предназначался для эвакуации во фронтовом тыловом районе и в тылу страны с продолжением лечения в пути следования. Формируются, как правило, на базе цельнометаллических пассажирских вагонов. В составе было минимум 12 вагонов, обычно 17-18, в том числе вагон-мастерская, вагон-электростанция, вагон-кухня, вагоны-лазареты для раненых, вагон-операционная, штабной вагон для персонала, цистерны для воды ёмкостью 50 м3, двухосный полувагон для топлива, платформа для автомашин и телег[17]. В них были и специализированные вагоны для раненых в голову, челюсти, грудную клетку, глаза и т. п., вагоны-изоляторы для инфекционных больных и для лиц с психическими расстройствами[18]. Плановая эвакоёмкость составляла 374—507 мест, в том числе для тяжелораненых до 147[18]. В годы ВОВ военно-санитарные поезда имели нумерацию[19]. ВСП были настоящими госпиталями на колёсах и уже во время транспортировки проводили лечение раненых и больных. Неотложные операции проводились военврачами прямо во время движения поезда[17].
- Временные военно-санитарные поезда, ВВСП, предназначались для эвакуации раненых и больных от прифронтовых станций до госпитальных баз армий в армейском и фронтовых районах с оказанием медицинской помощи в пути следования. Они имели постоянную часть и переменную. Первая состояла из четырёх специальных вагонов. В переменной могло быть прицеплено до 40 вагонов товарного порожняка, из которых 20 вагонов предназначались для тяжелораненых с носилками на пружинах, остальные с типовым оборудованием для перевозки людей. В местах разгрузки переменная часть могла быть расформирована, а постоянная вновь следовала к месту погрузки. Емкость временных военно-санитарных поездов устанавливалась в 598—857 мест, в том числе для тяжелораненых до 350 мест[18].
- Военно-санитарные летучки (ВСЛ) предназначались для вывоза преимущественно легкораненых и больных из головных армейских госпиталей до госпитальных баз армий и не далее фронтовой приёмо-сортировочной базы. Число прицепляемых вагонов составляло 10-12 на 250—300 человек, из них 2-3 вагона предназначались для лежачих больных.

#### Формирование
24 июня 1941 года вышел приказ Народного комиссариата путей сообщения в кратчайшие сроки сформировать 288 военно-санитарных поездов (ВСП). Через два дня в действие вступили «Положение о военно-санитарных поездах», подписанное заместителем наркома обороны СССР С. М. Будённым, и «Инструкция по погрузке и разгрузке военно-санитарных поездов». Для таких составов было выделено 6 тыс. вагонов, определён штат железнодорожников в бригадах и места формирования поездов. Для скорости формирования ВСП разделили на две категории: 150 постоянных составов предназначались для рейсов с фронта в тыловые госпитали для доставки тяжелораненых и бойцов с ранениями средней тяжести, и так называемые санитарные летучки (138 составов), которые предназначались для скорейшей эвакуации раненых в ближайший тыл и прифронтовые госпитали.
Первый военно-санитарный поезд № 312, подготовленный на Вологодском паровозо-вагоноремонтном заводе, вышел в первый рейс 26 июня 1941 года. В бригаде поезда было 40 медицинских работников и железнодорожников. За время войны он прошёл 200 тысяч километров, то есть 5 раз обогнул Земной шар, и перевёз более 25 тысяч раненых.
В 1941 году в эксплуатации находилось 272 военно-санитарных поезда.
В феврале 1942 г. приказом Народного Комиссара Обороны СССР № 48 было начато формирование санитарных летучек, которые обращались на небольших расстояниях и формировались в основном из крытых грузовых вагонов, оборудованных под перевозку раненых.
Таким образом, в 1942 году действовали уже порядка 700 военно-санитарных поездов: 260 ПВСП, 137 ВВСП, 300 санитарных летучек.
Но вместе с тем, по состоянию на 1943 год, имелся недостаток как в самих военно-санитарных поездах и летучках, так и в их оснащении и комплектовании медицинским персоналом .
В мае 1942 г. было принято «Руководство по организации и работе военно-санитарных поездов».
В блокадном Ленинграде курсировали также санитарные трамвайные поезда .

#### Значение
Военно-санитарные поезда Великой Отечественной войны вывезли порядка 5 млн раненых и больных.
Вместе с тем, во время войны наблюдался как недостаток самих военно-санитарных поездов, их персонала, а также недостатки в организации работы поездов.

## Военно-санитарные поезда в современности

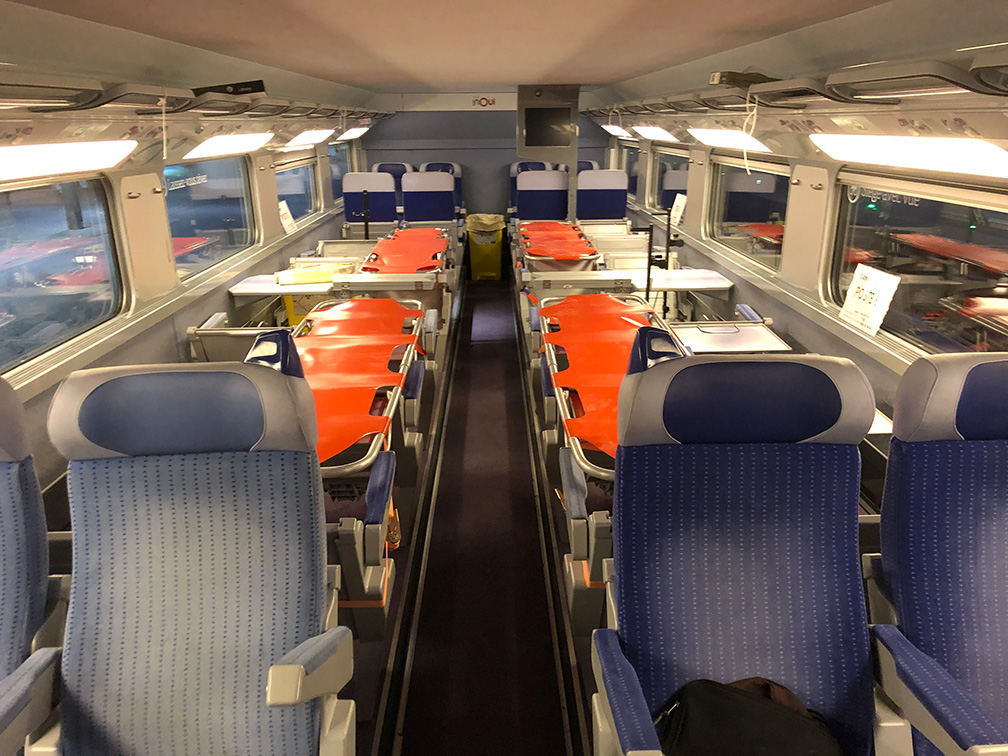
Вагоны для сидячих пассажиров скоростного поезда TGV при необходимости позволяют устанавливать в них санитарные носилки для лежащих пациентов

В начале XXI века военно-санитарные поезда используются сторонами для эвакуации раненых в ходе российского вторжения на Украину. К примеру, в Украине курсирует поезд MSF, Польша также планировала запуск санитарного поезда для эвакуации из Украины. В России эвакуация с Ростовского госпиталя в тыловые госпитали осуществляется как санавиацией, так и санитарными поездами.
В 2023 году, российской стороной был сформирован и запущен военно-санитарный поезд для оказания помощи и эвакуации непосредственно в зоне ведения боевых действий.

## Медицинские поезда мирного времени

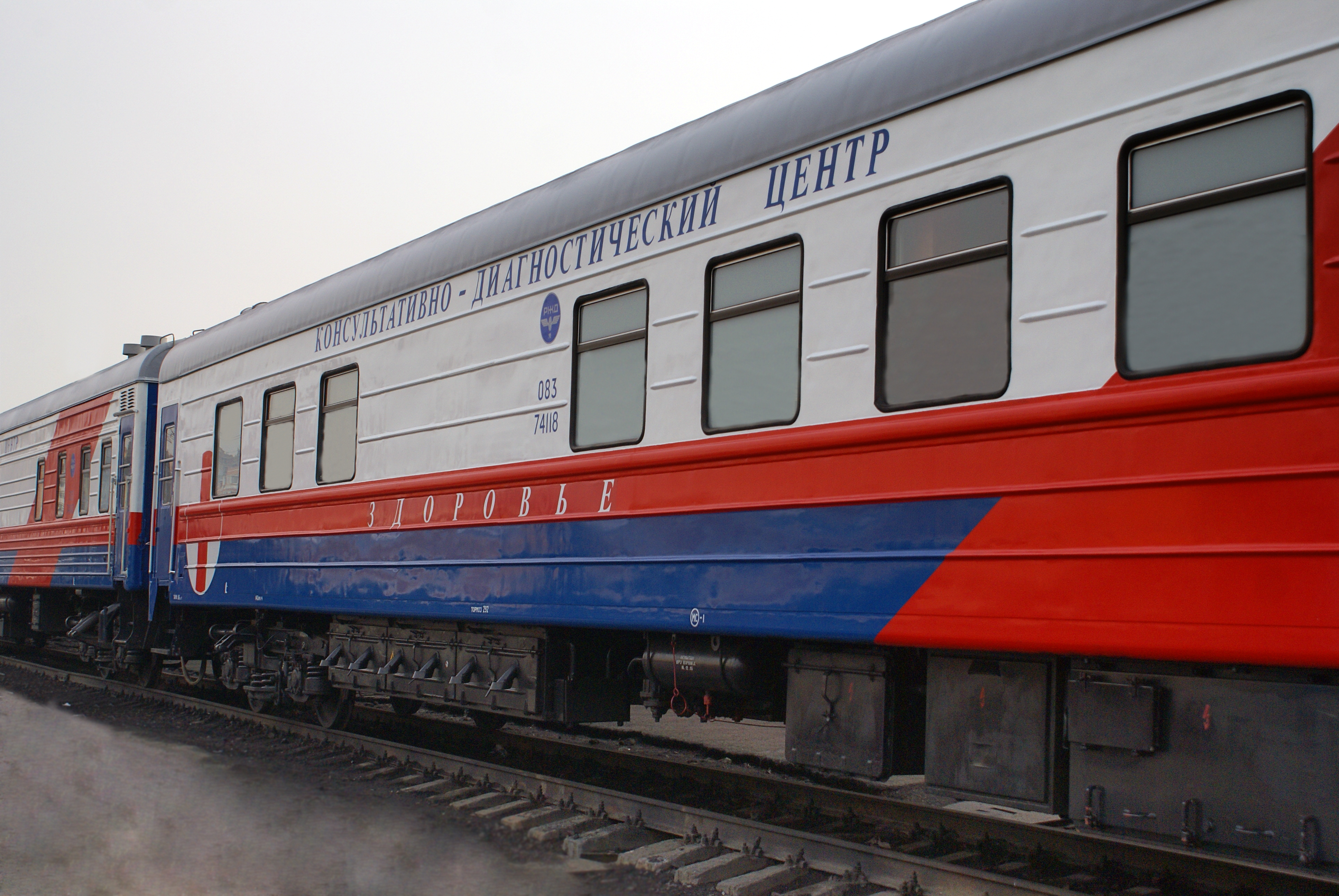
Вагоны передвижного консультативно-диагностического центра «Здоровье»

Вагон медицинского поезда «Lifeline Express»

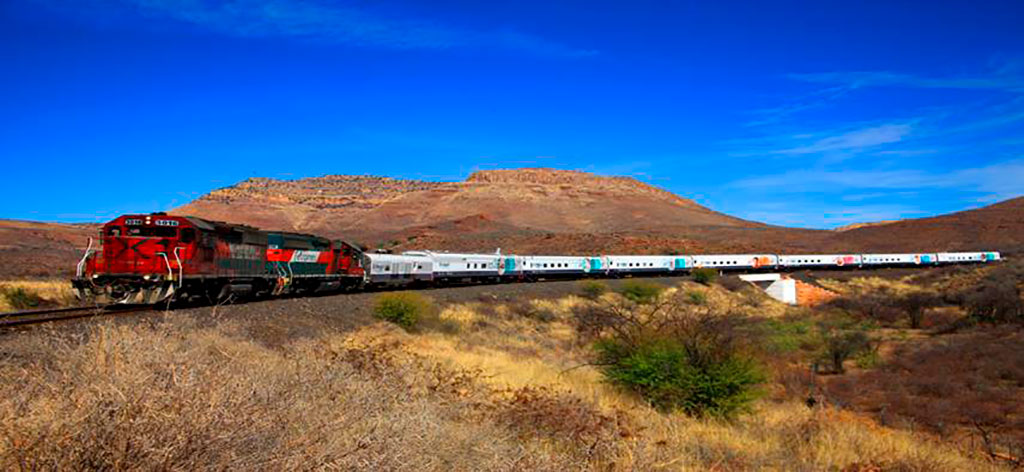
Медицинский поезд «Dr. Vagón»

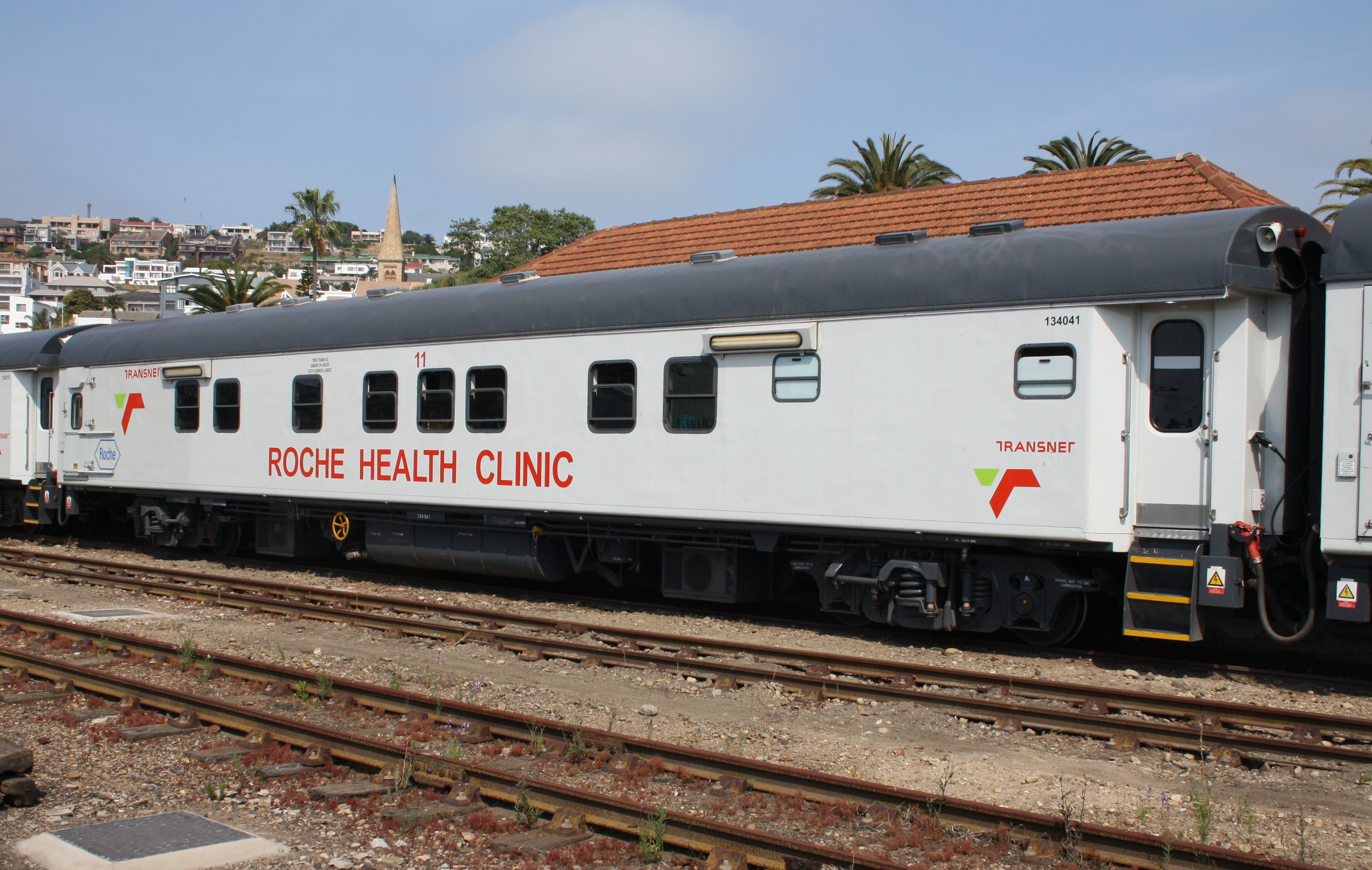
Вагоны медицинского поезда «Phelophepa II»

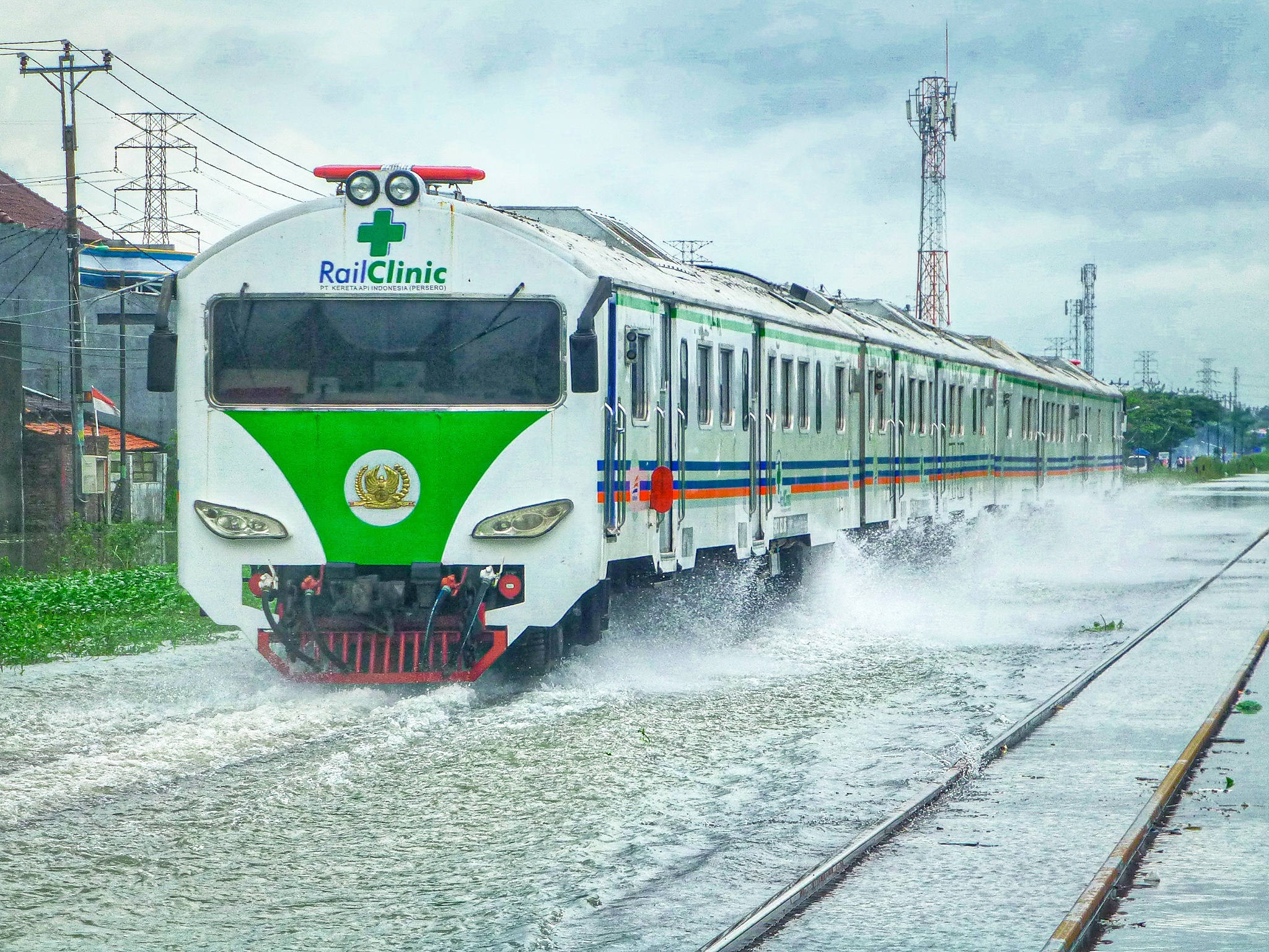
Медицинский поезд «Rail Clinic»

Создание их начато с 1993 года. По состоянию на 2010 год в России действовало пять передвижных консультативно-диагностических центров (ПКДЦ) на базе железнодорожных поездов: «Здоровье» (ЗСЖД), «Доктор Войно-Ясенецкий — Святитель Лука» (КрЖД), «Терапевт Матвей Мудров» (ДВЖД, до 2017 г.), «Академик Федор Углов» (ВСЖД) и «Хирург Николай Пирогов» (СЖД). По состоянию на 2019 год из них остались действующими 2: «Доктор Войно-Ясенецкий — Святитель Лука» и «Академик Федор Углов». К 2021 году планируется оборудовать ещё один поезд. Диагностические поезда состоят из 8-10 переоборудованных пассажирских вагонов. В поезде есть аптека, где можно сразу после осмотра приобрести необходимые лекарства. Один вагон оборудован дизель-генераторными агрегатами, обеспечивающими полную автономность энергоснабжения, жилой вагон и вагон-ресторан для персонала. Применяются в основном для квалифицированного медицинского обеспечения населённых пунктов при железнодорожных станциях расположенных в отдалённых и малодоступных местностях и в случае крупных железнодорожных аварий с пострадавшими.
Схожие поезда для медицинского обслуживания населения отдалённых местностей имеются и в некоторых других странах, к примеру, в Индии курсирует поезд «Lifeline Express» («Jeevan Rekha Express»), в Мексике — поезд «Dr. Vagón», в ЮАР — поезда «Phelophepa I» и «Phelophepa II», в Индонезии — несколько поездов «Rail Clinic».

## Военно-санитарные поезда в искусстве

Картина Джона Лавери «Раненые в Дувре, 1918»

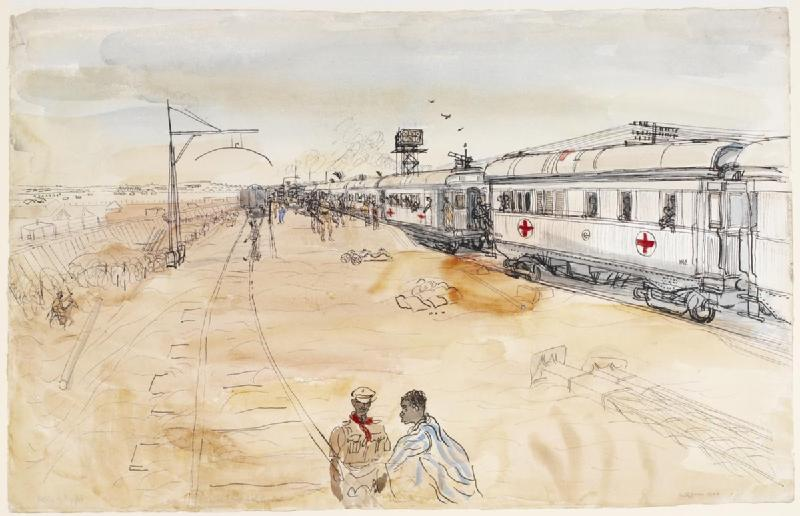
Картина Anthony Gross «Битва за Египет, 1942 — военно-санитарный поезд № 5»

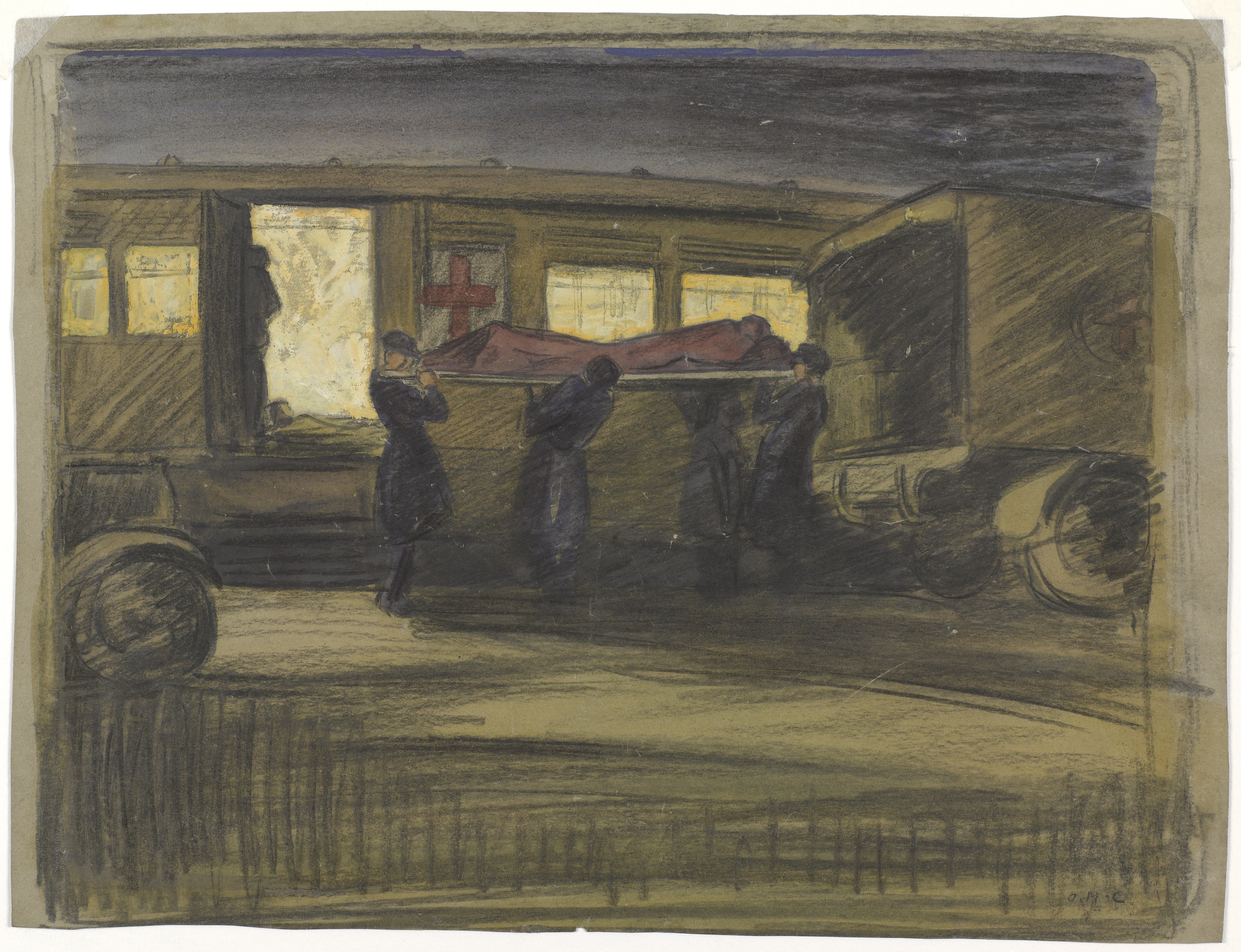
Картина Олив Мьюди-Кука «Разъезд Камье — волонтёры Отряд добровольной помощи разгружают ночью военно-санитарный поезд после битвы на Сомме»

- Художественные фильмы «Поезд милосердия», «На всю оставшуюся жизнь», «В огне брода нет»
- Фрагменты из художественных фильмов «Офицеры», «Папа»
- Мини-сериал «Спутники» (2015).
- Документальный фильм «Дорога к Сталинграду».
- Роман Вениамина Каверина «Два капитана»
- Песни:

Андрея Земскова — «Санитарный поезд»,
Владимира Милованова — «Эшелон санитарный»,
группы «Расстрелянный город» — «Военно-санитарный эшелон».

## Сохранившиеся исторические экземпляры

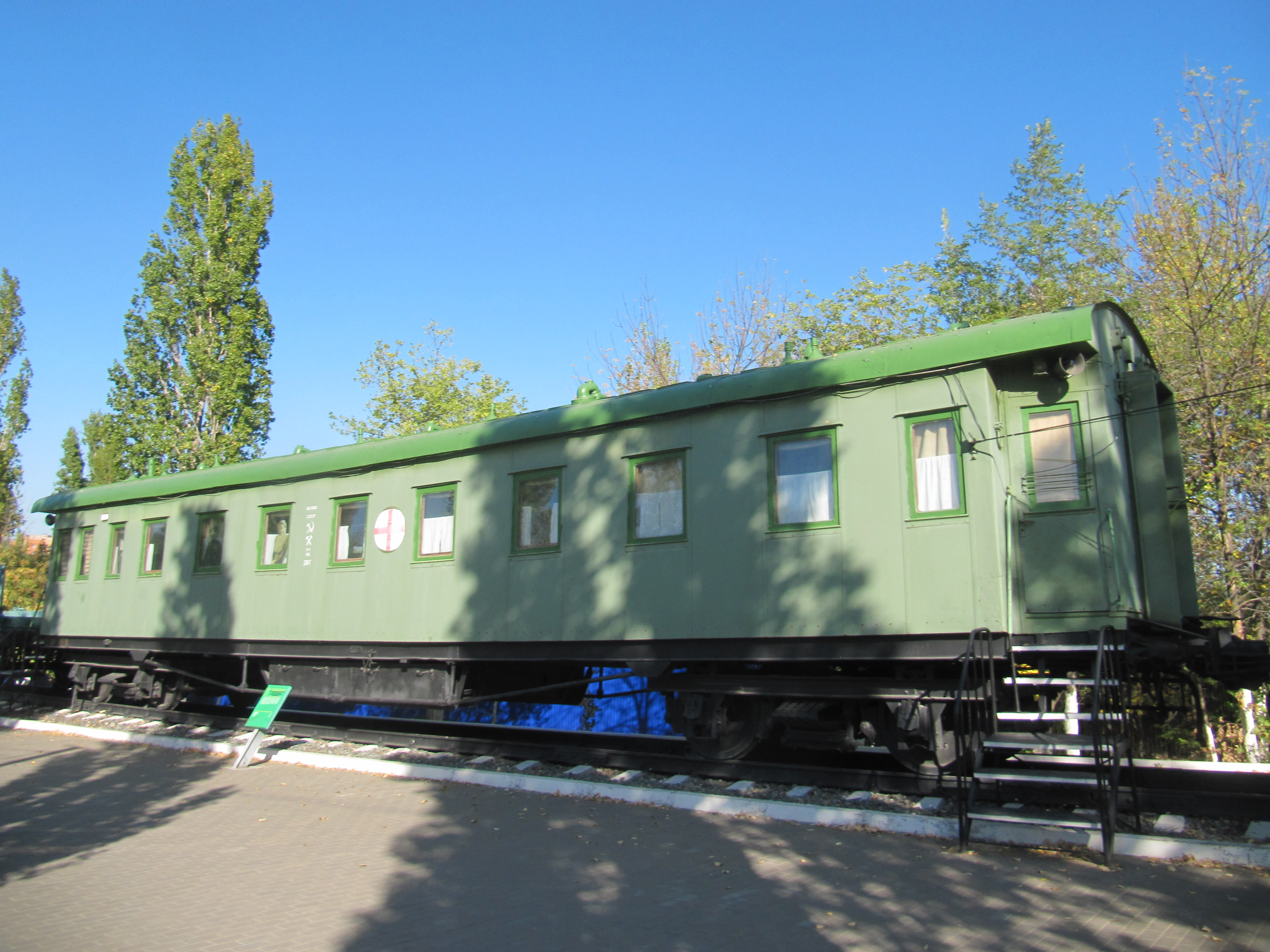
Вагон с аптекой и перевязочной военно-санитарного поезда ВОВ № 87 в Парке Победы города Саратова

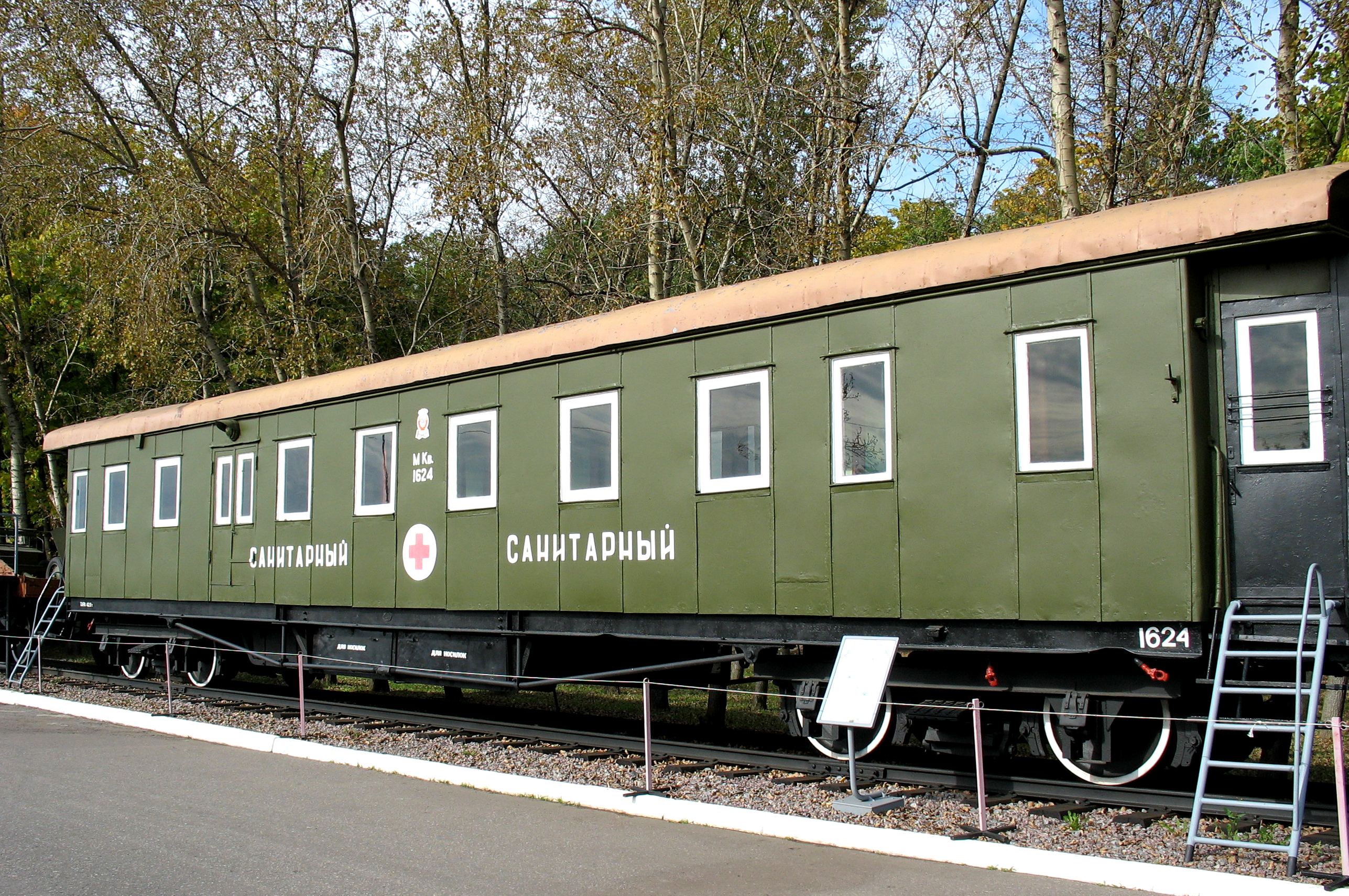
Санитарный вагон в Центральном музее Великой Отечественной войны

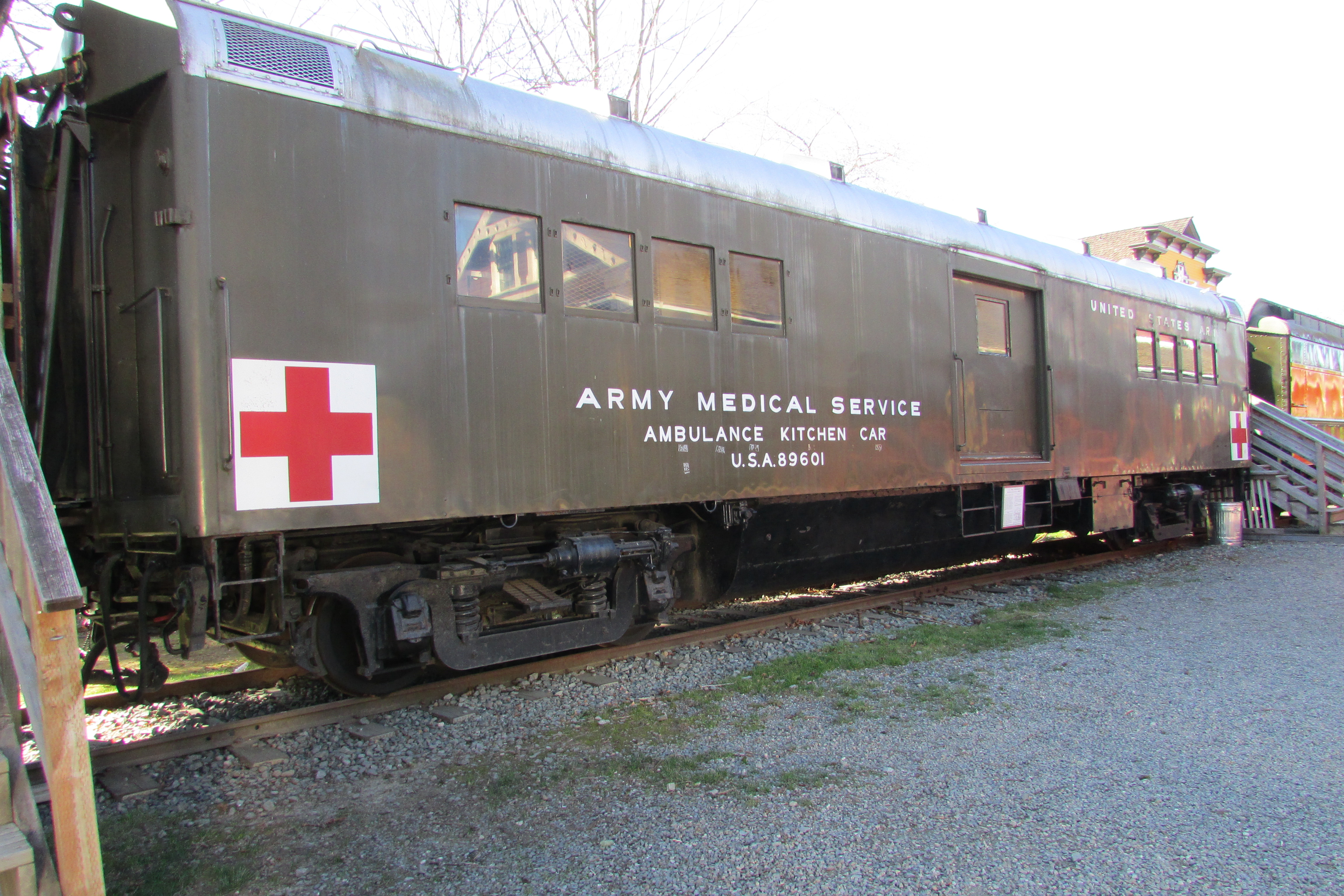
Музейный экспонат вагона-кухни военно-санитарного поезда армии США

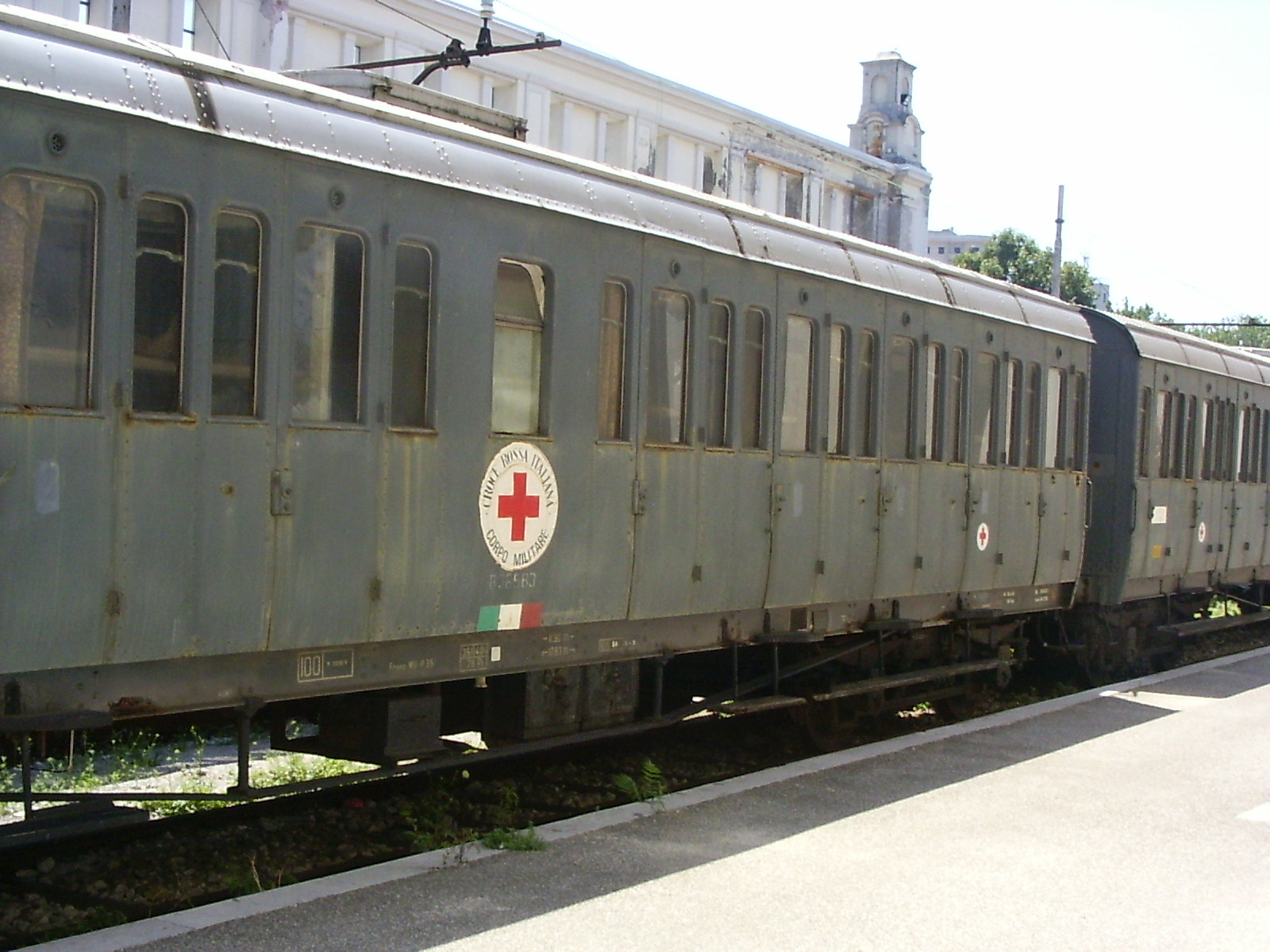
Вагоны военно-санитарного поезда в Железнодорожном музее в Триесте

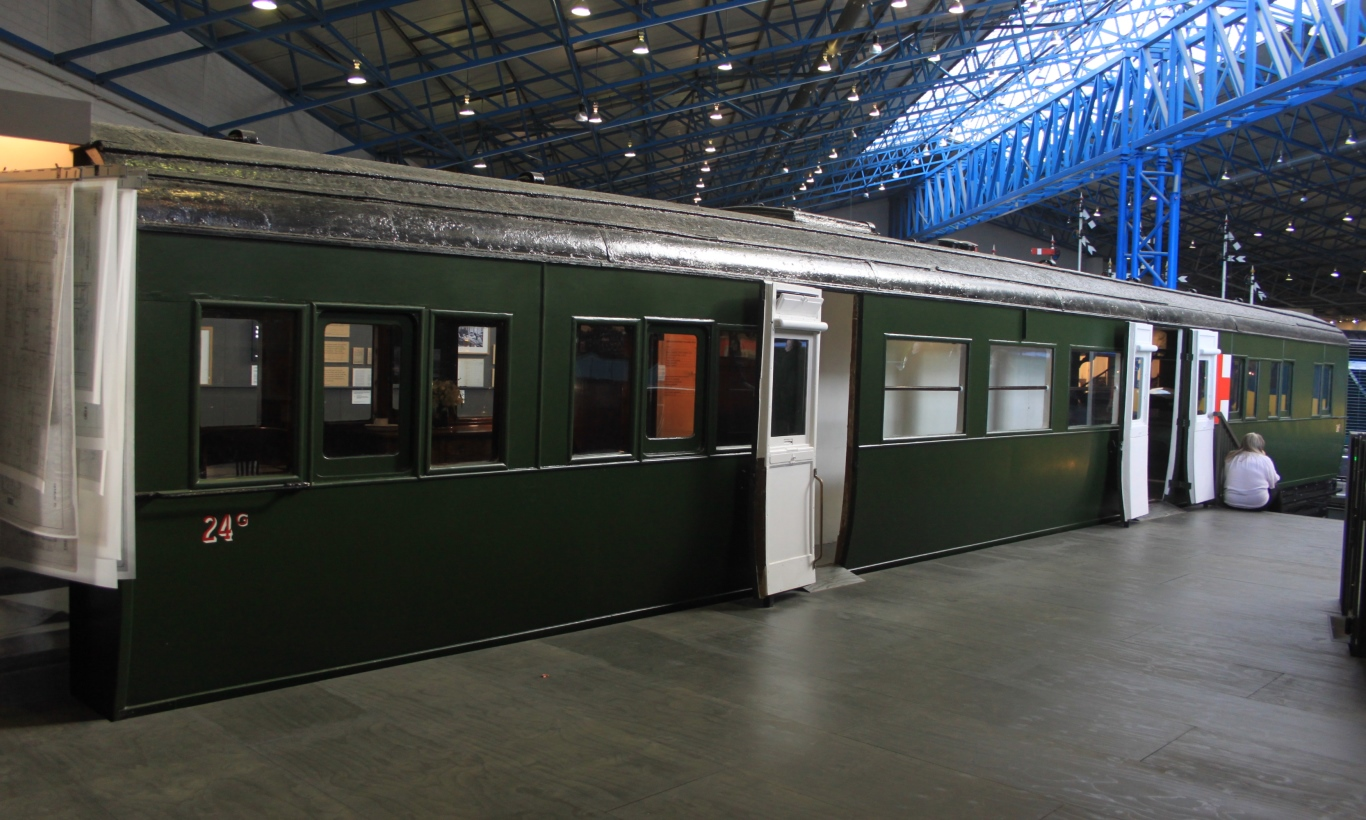
Отреставрированный вагон военно-санитарного поезда периода Первой мировой войны в Национальном железнодорожном музее в Йорке

В музее МЖД хранятся три вагона военно-санитарного поезда № 124, сформированного 26 июня 1941 года и отправившегося в первый рейс 12 июля. В последние 14 месяцев войны ВСП-124 руководил подполковник медицинской службы А. Н. Измайлов.
В музее находятся грузовой вагон-мастерская, лазарет и операционная ВСП-124. Лазарет и операционная были переоборудованы из плацкартных деревянных пассажирских вагонов, выпущенных на Калининском заводе в 1937 году.
Вагон-лазарет в среднем вмещал около 30 тяжелораненых, которых либо готовили к операции, либо им требовался специальный уход. Носилки-лежаки ставили на аппарели, с которых удобно было взять больного и перенести в операционную, в другой вагон или в морг.
Вагон-операционная состоял из аптечного поста, отдела подготовки раненых к операции, малой операционной, операционного зала, обмывочной для подготовки раненых к операции или для захоронения. В малой операционной делали несложные хирургические манипуляции и перевязки. В большой спасали тяжелораненых. Поскольку операции шли потоком, вверху в операционном зале были установлены специальные душевые, а внизу, в полу, имелись отверстия для смыва крови. За годы войны в этой операционной ВСП-124 было сделано около 37 тыс. операций, из них в боевых условиях — 6252.
- Музейный комплекс УГМК, г. Верхняя Пышма, Свердловская область.